# 西伊興
西伊興（にしいこう）は、東京都足立区北西部の地名。住居表示実施済みで、現行行政地名は西伊興一丁目から西伊興四丁目。本項では隣接する住居表示未実施の西伊興町（にしいこうちょう）についても記述する。
隣接する地域は、北は古千谷・古千谷本町、東は伊興・東伊興、南は西新井・谷在家・伊興、西は皿沼・古千谷・古千谷本町、舎人公園。

## 地理
足立区の北西部に位置し、埼玉県境界とは接していないが至近距離となっている。北東・南西に長く、南から一丁目、二丁目、三丁目、四丁目と並んでいる。西北隅のはんの木橋、その北の古千谷橋付近は、見沼代用水の分水地点で、西新井堀、本木堀、千住堀、竹塚堀、保木間堀のうち、4堀はこの地域を流域していた。（現在は暗渠化）補助252号線(大師北参道)が、南北に走っている。西側には、都道58号線・放射11号線（尾久橋通り）も南北に走っている。その路上を、東京都交通局日暮里・舎人ライナーが走行している。

### 地価
住宅地の地価は、2025年（令和7年）1月1日の公示地価によれば、西伊興2-5-19の地点で29万7000円/m2となっている。

## 歴史
- 1963年（昭和38年） - 伊興地域の土地改良事業は、西伊興地域と東伊興地域での耕地整理を開始し、1967年（昭和42年）12月に、完了した。
- 1968年（昭和43年）4月1日 - 赤山道以西の伊興町吉浜、伊興町五反田、伊興町一丁目の全域、伊興町京伝、伊興町番田、伊興町槐戸、伊興町諏訪木、古千谷町舎人町の一部をもって西伊興町が成立（住居表示は未実施で地番表示）。西新井堀は区画にあわせて、直線的に姿を変えた。
- 1975年（昭和50年）7月1日 - 江北北部地域の住居表示が実施され、西伊興町46番地は、皿沼三丁目1・34番に編入された。
- 1987年（昭和62年）10月10日 - 西伊興地区に住居表示が実施され、西伊興一 - 四丁目が成立。西伊興町の旧区域とは同一ではない。　　　　　　　　　　　　　　　　西伊興町33 ~ 36・56 ~59番地は伊興二丁目へ編入。　　　　　　　　　　　　　　　　　　　　　西伊興町26番地は伊興四丁目へ編入。　　　　　　西伊興町6・17・18・25番地は伊興五丁目へ編入。　　　　　　　　　　　　　　　　　　　　　西伊興町69・70番地が西新井四丁目41~45番に編入。　　　　　　　　　　　　　　　　　　　　　谷在家町、加賀皿沼町、上沼田町の各飛地（尾久橋通り沿い）が西伊興一丁目17番に編入された。西伊興二丁目8・9・12番、西伊興三丁目4 - 6番は、古千谷一丁目の一部を編入。　　　　　　　　　　　　　　　　　　　　　　　　　　　　西伊興三丁目15 - 17番は、古千谷二丁目の一部を編入。　　　　　　　　　　　　　　　　　西伊興町一丁目17番地は、境界が入り組んでおり、三角形の頂点の北側より、東京スバルの駐車場付近が上沼田町、営業所の建物付近が加賀皿沼町、南端のコミヤコーポは谷在家町であった。区画の東側に南北の細い道があり、東側は西伊興町68番地（旧伊興町槐戸）であり、伊興町の耕地整理は、この細い道が区切りの西端であった。
- 1988年（昭和63年）5月15日 - 住居表示実施により、西伊興四丁目の区域を拡大。西伊興町12・15番地を編入し、西伊興四丁目11番、12番になる。

1968年成立の西伊興町は現在、西伊興町42番地から44番地が舎人公園内に残存するのみである。残存理由は舎人公園の予定地でもあったが、住民が最後までこの地域におり、現在では住民は全て立ち退き、公園の造成は終了している。（C地区・水鳥の池付近）住民基本台帳でも住民は0になっている。また西伊興一 - 三丁目の一部も舎人公園に含まれる地域がある。

## 世帯数と人口
2025年（令和7年）1月1日現在（足立区発表）の世帯数と人口は以下の通りである。
| 丁目         | 世帯数    | 人口    |
| ------------ | --------- | ------- |
| 西伊興一丁目 | 1,571世帯 | 3,443人 |
| 西伊興二丁目 | 878世帯   | 1,869人 |
| 西伊興三丁目 | 1,041世帯 | 2,172人 |
| 西伊興四丁目 | 727世帯   | 1,574人 |
| 計           | 4,217世帯 | 9,058人 |

### 人口の変遷
国勢調査による人口の推移。
| 年                 | 人口  |
| ------------------ | ----- |
| 1995年（平成7年）  | 7,402 |
| 2000年（平成12年） | 7,040 |
| 2005年（平成17年） | 7,453 |
| 2010年（平成22年） | 8,244 |
| 2015年（平成27年） | 8,481 |
| 2020年（令和2年）  | 8,866 |

### 世帯数の変遷
国勢調査による世帯数の推移。
| 年                 | 世帯数 |
| ------------------ | ------ |
| 1995年（平成7年）  | 2,542  |
| 2000年（平成12年） | 2,596  |
| 2005年（平成17年） | 2,821  |
| 2010年（平成22年） | 3,312  |
| 2015年（平成27年） | 3,379  |
| 2020年（令和2年）  | 3,796  |

## 学区
区立小・中学校に通う場合、学区は以下の通りとなる（2023年4月時点）。なお、足立区では学校選択制度を導入しており、区内全域から選択することが可能。ただし、小学校に関しては、2018年（平成30年）度から学区域または学区域に隣接する学校のみの選択になる。
| 丁目・町丁   | 番地                                       | 小学校               | 中学校               |
| ------------ | ------------------------------------------ | -------------------- | -------------------- |
| 西伊興一丁目 | 1番、4〜5番 8〜9番、12〜13番 16〜17番      | 足立区立西伊興小学校 | 足立区立西新井中学校 |
| 西伊興一丁目 | 2〜3番、6〜7番 10〜11番、14〜15番 18番以降 | 足立区立西伊興小学校 | 足立区立伊興中学校   |
| 西伊興二丁目 | 1番、4〜5番 10〜11番                       | 足立区立西伊興小学校 | 足立区立伊興中学校   |
| 西伊興二丁目 | 2〜3番、6〜9番 12番以降                    | 足立区立伊興小学校   | 足立区立伊興中学校   |
| 西伊興三丁目 | 全域                                       | 足立区立伊興小学校   | 足立区立伊興中学校   |
| 西伊興四丁目 | 全域                                       | 足立区立伊興小学校   | 足立区立伊興中学校   |
| 西伊興町     | 全域                                       | 足立区立西伊興小学校 | 足立区立伊興中学校   |

## 事業所
2021年（令和3年）現在の経済センサス調査による事業所数と従業員数は以下の通りである。
| 丁目         | 事業所数  | 従業員数 |
| ------------ | --------- | -------- |
| 西伊興一丁目 | 87事業所  | 569人    |
| 西伊興二丁目 | 49事業所  | 294人    |
| 西伊興三丁目 | 70事業所  | 469人    |
| 西伊興四丁目 | 66事業所  | 733人    |
| 計           | 272事業所 | 2,065人  |

### 事業者数の変遷
経済センサスによる事業所数の推移。
| 年                 | 事業者数 |
| ------------------ | -------- |
| 2016年（平成28年） | 287      |
| 2021年（令和3年）  | 272      |

### 従業員数の変遷
経済センサスによる従業員数の推移。
| 年                 | 従業員数 |
| ------------------ | -------- |
| 2016年（平成28年） | 1,999    |
| 2021年（令和3年）  | 2,065    |

## 交通

### 鉄道
- 東武鉄道
  - 東武伊勢崎線（東武スカイツリーライン）：竹ノ塚駅
- 東京都交通局
  - 日暮里・舎人ライナー：舎人駅、舎人公園駅、谷在家駅　　　　　　　　　　　　　　　　　竹の塚駅、日暮里舎人ライナーの各駅は、区域内には存在していない

### 路線バス
- 都営バス

里48・深夜04（日暮里駅）　皿沼二
- 東武バスセントラル

　　・竹06（新里循環・竹の塚西口）聖一ノ橋
・竹03・竹07（見沼代親水公園・江戸袋循環）　聖一ノ橋、伊興赤山、はんのき橋　
・竹08（放射11号循環・竹の塚西口）伊興吉浜、東古千谷、聖一ノ橋、伊興赤山、はんのき橋
・西03（流通センター）西新井消防署、西伊興小学校前、伊興小学校前、伊興住区センター　　　　　前、東古千谷
・西04（竹の塚車庫）西新井消防署、西伊興小学校前、伊興小学校前、伊興住区センター前、伊興吉浜

国際興業バス
・西11（2024年3月31日廃止）

## 施設
- 足立区立西伊興小学校　1972年（昭和47年4月1日開校）　　　　　　　　　　　　　　　　　西伊興町56番地6に創立されたが、住居表示の実施によって伊興二丁目6番1号に変更された。
- 佐藤幼稚園
- 西伊興住区センター
- 西伊興郵便局

## その他

### 日本郵便
- 集配担当する郵便局と郵便番号は以下の通りである[17]。

| 町丁                 | 郵便番号 | 郵便局       |
| -------------------- | -------- | ------------ |
| 西伊興一丁目～四丁目 | 121-0824 | 足立北郵便局 |
| 西伊興町             | 121-0825 | 足立北郵便局 |